# Vaisravana

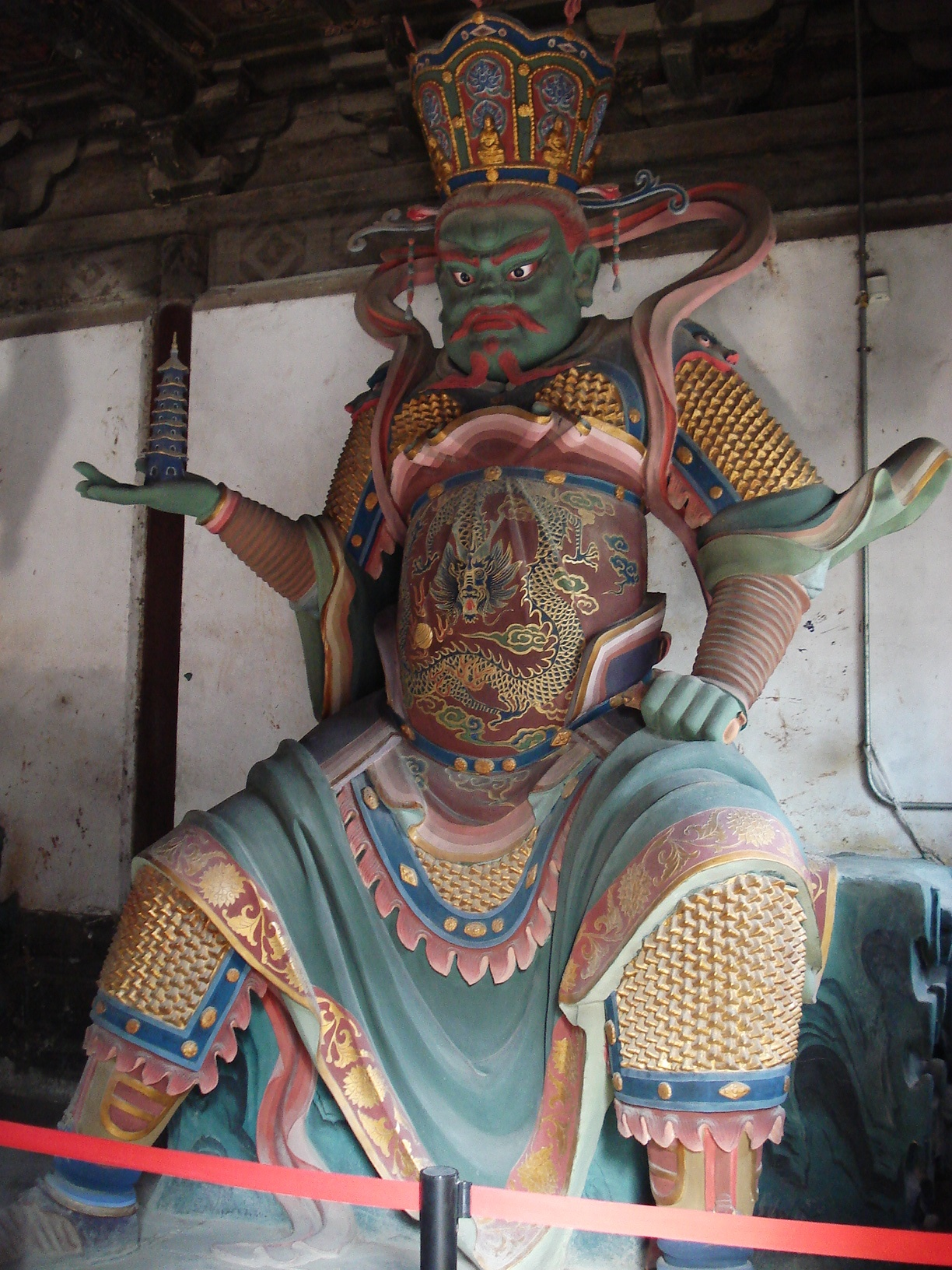
Statuia lui Vaisravana din Coreea.

Vaisravana este o zeitate budistă ce face parte din grupul Celor patru regi celești. El este regele paznic al nordului și, de fapt, șeful tuturor celorlalți trei regi ce apără laturile, în număr de patru, ale pământului. 
Vaisravana este înzestrat cu puteri magice, el auzind tot ce se petrece în Univers. Domeniul pe care îl stăpânește este cel al iernii. Mai este cunoscut și ca Războinicul Negru, deoarece este înfățișat uneori în culoarea cea mai sumbră. De asemenea hindușii îl asociază cu zeul Kuvera, iar taoiștii cu zeul Molishou, întrucât atributele lor sunt similare.
El apare în iconografie îmbrăcat ca un războinic, cu pielea de culoare verde sau neagră, uneori și roz, având în mâna dreaptă o pagodă în miniatură, iar de cele mai multe ori ține în mâna stângă un steag. Uneori, apare zdrobind cu picioarele pe un demon.